# آنوکا (مینه‌سوتا)
آنوکا  (به انگلیسی: Anoka) شهری در شهرستان آنوکا ایالت مینه‌سوتا در کشور ایالات متحده آمریکا است که جمعیت آن در سرشماری سال ۲۰۱۰ میلادی، ۱۷۱۴۲ نفر بوده‌است.